# 杨光喜
杨光喜（1938年11月—），男，汉族，安徽临泉人，中华人民共和国政治人物，曾任中共三门峡市委书记，中共平顶山市委书记，河南省政协副主席。